# Mansión de Svitene
La Mansión de Svitene (en letón: Svitenes muižas pils; en alemán: Schloß Schwitten) es una casa señorial en la región histórica de Zemgale, en Letonia. El edificio actualmente alberga la escuela de música y arte de Svitene.

## Historia
La mansión de Svitene fue originalmente un monasterio, construido en el siglo XV en 1451-1454. La mansión de Svitene fue fundada en el siglo XV cuando fue adquirida por la familia von Grotthuß.  
En 1736 la finca fue comprada por Ernst Johann Biron. En 1788 la mansión pasó a propiedad del mariscal de campo y Conde Johann Martin von Elmpt. La construcción del actual edificio empezó en torno a 1800, sin embargo Johan Martin von Elmpt murió en 1802 y las obras de construcción fueron finalizadas por su hijo Philip von Elmpt. La familia Elmpt era una gran apasionada del arte. Durante su tiempo hubo muchas valiosas pinturas en el castillo. En 1893 la mansión fue comprada por Anatoly Lieven.
Durante la guerra de independencia letona en otoño de 1919 el edificio fue parcialmente incendiado por tropas en retirada del Ejército de Voluntarios de Rusia Occidental. Después de la reforma agraria letona de la década de 1920 la mansión de Svitene fue nacionalizada y los terrenos parcelados para 86 nuevas granjas. Desde 1921 se situó en el edificio de la mansión una escuela de primaria y una biblioteca. En 2013 la escuela de primara fue trasladada a otro edificio pero parte de la mansión es todavía ocupada por la escuela local de arte y música.